# О’Нил, Китти
Ки́тти О’Нил (также известна как Китти О’Нейл и как Китти Хамблтон/Хэмблтон по фамилии мужа, англ. Kitty O'Neil; 24 марта 1946 — 2 ноября 2018) — американская глухая каскадёрша и гонщица, с 1976 года по 2019 год держатель неофициального женского рекорда скорости на наземном транспортном средстве — 843,323 км/ч на SMI Motivator. Лауреат Премии Вольта от Фонда Александра Грэйема Белла за выдающиеся заслуги в привлечении внимания общественности к проблемам и достижениям глухих и слабослышащих (1979). История её жизни легла в основу телевизионного фильма 1979 года «Тихая победа: История Китти О’Нил» (англ. Silent Victory: The Kitty O'Neil Story), дважды номинированного на премию Эмми.

## Биография
Китти родилась в Корпус-Кристи, Техас, в семье отца-ирландца и матери-чероки. Слух потеряла в четыре месяца после перенесённого заболевания корью в комбинации с паротитом и ветряной оспой. Семья Китти вскоре после её рождения переехала в Уичито-Фолс, где мать научила её читать по губам, и поэтому Китти закончила обычную школу. В 1964 году она переехала в Калифорнию, где готовилась к Олимпиаде в Токио — она входила в сборную США по прыжкам в воду, но не смогла принять участие в соревнованиях из-за спинального менингита.
Несмотря на глухоту, свою миниатюрность (рост 160 см) и две перенесённые операции по удалению раковых опухолей ещё в 1960-е годы, Китти всегда увлекалась рискованными занятиями: сначала испытывала парашюты, затем в 1970 году вышла замуж за каскадёра Даффи Хамблтона (англ. Duffy Hambleton) и стала каскадёром сама, снимаясь в 1970-х в таких известных фильмах, как «Аэропорт 77», «Братья Блюз» и «Омен 2: Дэмиен». Увлекалась автоспортом, в частности, драгстерными гонками. Обладательница 22 мировых рекордов скорости на земле и воде, за свои каскадёрские достижения несколько раз попадала в книгу рекордов Гиннесса. В 1970 году установила женский мировой рекорд скорости на водных лыжах, 168 км/ч, а в 1980 году — рекорд высоты каскадёрского падения, 38,7 метров (примерно 12 этажей).
О Китти в 1979 году был снят биографический фильм «Тихая победа: История Китти О’Нил» (англ. Silent Victory: The Kitty O'Neil Story), номинированный на «Эмми» за работу режиссёра и роль актрисы второго плана. Согласно интервью 2005 года, после выпуска фильма, в котором Китти делала за себя только трюки, она была удивлена, так как почти половина фильма не соответствовала реальным событиям. Выпускались также её куклы.
В интервью 1979 года Китти приписывала свои успехи в избранных ею занятиях помощи господа и своей глухоте, которая способствует лучшему ощущению вибрации и позволяет не отвлекаться на шум: «Я могу лучше концентрироваться и моё душевное равновесие более устойчиво». В 1982 году Китти ушла на покой и предпочла заниматься выращиванием цветов, готовкой для вечеринок и компьютерными играми в доме около озера Эврика вместе с выросшим в этих местах Реймондом Уолдом (англ. Raymond Wald), её партнёром с 1989 года (2005).

### Рекорд скорости
В 1976 году Уильям (Билл) Фредерик завершил постройку реактивного болида SMI Motivator, который был рассчитан на покорение скорости звука на земле. Испытывая сильный недостаток средств, он продал эксклюзивное право на заезды на нём за 50 000 долларов двум автогонщикам и каскадёрам: Китти (она вложила 20 000) и Генри (Хэлу) Нидхэму (его доля составляла 30 000, по другим источникам — 25 000).
Заезды начались летом 1976 года на высохшем озере Эль Мираж к северу от Лос-Анджелеса, затем продолжились в Бонневилле, и, наконец, на высохшем озере Эльворд в Орегоне. Нидхэм в это время участвовал в съёмках фильма и не садился за руль болида, а Китти от заезда к заезду ставила всё новые рекорды скорости для женщин. 6 декабря 1976 года, помолившись, как она, ревностная христианка, всегда делала перед стартом, Китти показала среднюю скорость на километре в двух направлениях 825,127 км/ч (в первом заезде 827,396 км/ч), а на одной миле — 843,323 км/ч.
Показав в заезде максимальную скорость в момент выключения двигателя в около 994 км/ч всего лишь на 60 % мощности, она готова была в следующем заезде побить тогдашний рекорд Гарри Габелича в 1014,294 км/ч на одной миле, однако спонсоры постройки реактивного рекордного автомобиля и Нидхэм стали давить на Фредерика, чтобы он прекратил заезды Китти. Формальной причиной послужило якобы игнорирование Фредериком условий контракта с Нидхэмом (контракты были сформулированы так, что Китти давалось право на эксклюзивное побитие женского рекорда скорости, а Нидхэму — мужского), а также «ущемление мужского достоинства Нидхэма, да и вообще всех мужчин мира, если вдруг женщина окажется чемпионкой планеты». Представитель Нидхэма даже якобы заявил репортёрам, что для женщины будет «унизительно» поставить «мужской» рекорд (журнал «Sports Illustrated» утверждает, что это было неверное цитирование, в результате которого Нидхэм получил несколько звонков, называвших его свиньёй-шовинистом и худшими словами, а другие источники относят это высказывание спонсору, который боялся за продажи кукол Нидхэма, если бы он не оказался самым быстрым гонщиком мира). Под угрозой судебного иска от Нидхэма и потери его денег на следующий день Фредерик буквально в последний момент перед стартом выдернул Китти из готовой к запуску машины и отстранил её от заездов.
В июле 1977 года за руль автомобиля сел Нидхэм. Во время третьего заезда не раскрылись все три тормозных парашюта и болид, пропахав в песке многосотметровую борозду, пришёл в негодность, хотя гонщик практически не пострадал. Как выяснилось, в контейнеры с парашютами для заездов сотрудником фирмы, их производившей, по наущению и за деньги одной из конкурирующих рекордных команд была залита кислота. Автомобиль подлатали и продали в частную коллекцию вдове австрийского гонщика Йохена Риндта.
Установленный Китти рекорд до сих пор не побит, однако не признан ФИА, так как автомобиль имел всего три колеса вместо положенных по правилам четырёх и более. С другой стороны, некоторые источники утверждают, что рекорд был признан ФИМ, которая занимается трёх- и двухколёсными транспортными средствами, обычно мотоциклами, в то время как на сайте ФИМ он отсутствует.

### Рекорд на 402 метра (четверть мили) с места
7 июля 1977 года на реактивном драгстере «Ракетный Кот» (англ. Rocket Cat), сконструированном Кай Майкельсоном, на дне высохшего озера Эль-Мираж, штат Калифорния Китти установила рекорд на 402 метра, проехав их за 3,225 секунды. В этом же заезде был установлен рекорд конечной скорости на 402 метра в 631,732 км/ч.
Рекорд был установлен не в официальном драгстерном соревновании и не повторён с точностью до 1 % в том же соревновании, поэтому не признан NHRA. Из-за того, что заезд был проведён только в одном направлении, он не признан также и ФИА.

## Фильмография
- 1975 — Аэропорт 1975
- 1976—1978 — Бионическая женщина
- 1976 — Двухминутное предупреждение
- 1977—1979 — Чудо-женщина
- 1977 — Аэропорт 77
- 1977 — 30 сентября 1955 года
- 1977 — Враги
- 1978 — Омен 2: Дэмиен
- 1978 — Грязная игра
- 1979 — Тихая победа: История Китти О’Нил
- 1980 — Братья Блюз
- 1980 — Полицейский и бандит 2